# Ordovicos

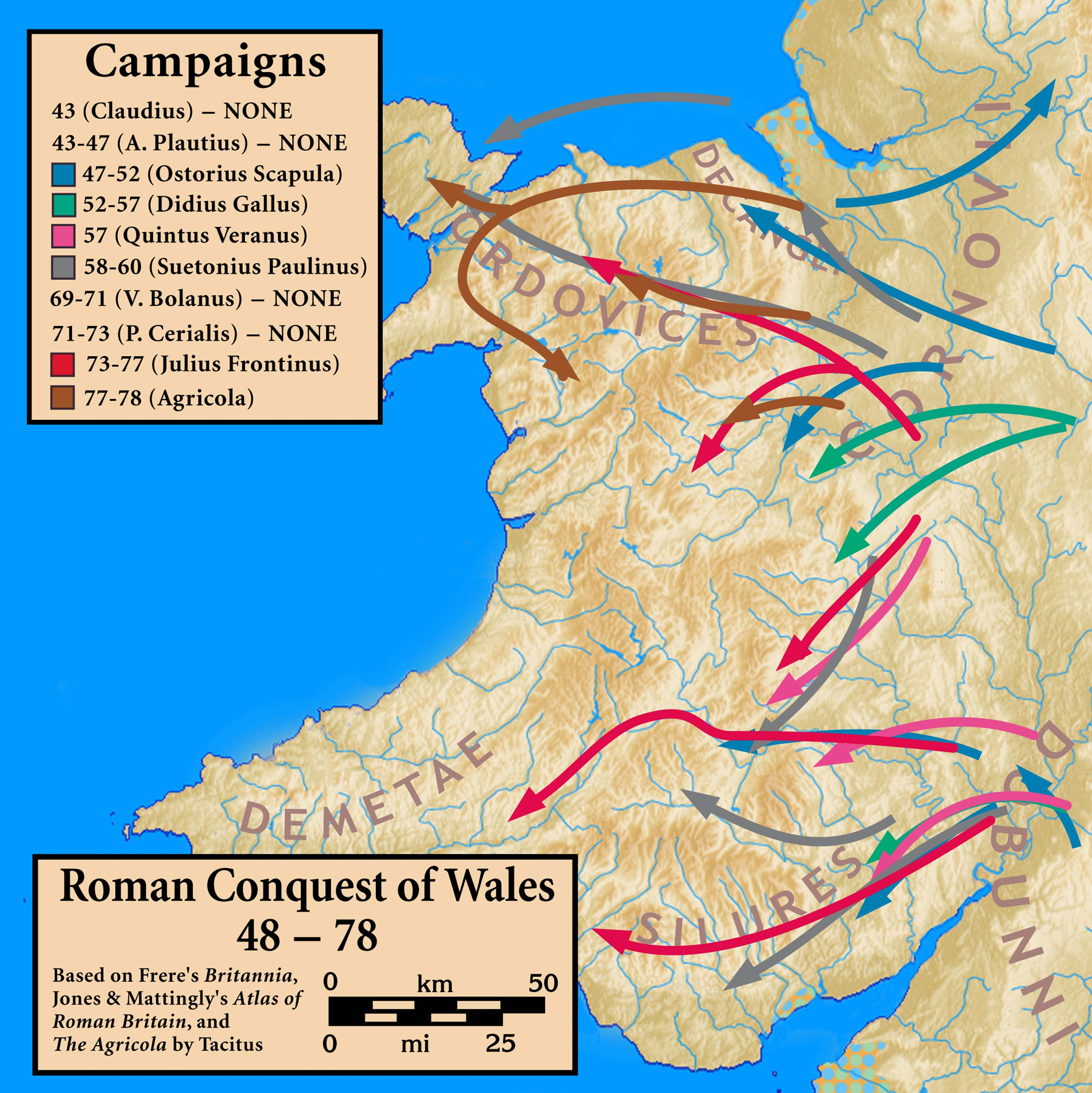
Mapa da conquista romana do País de Gales, com os ordovicos ao norte.

Ordovicos (em latim: Ordovices) foram uma das tribos celtas que viviam na Britânia antes da conquista romana. As terras tribais ficavam no moderno País de Gales e na Inglaterra, entre os siluros, ao sul, e os deceanglos no nordeste. Os ordovicos foram conquistados pelos governador romano Cneu Júlio Agrícola em sua campanha de 77-78.
O nome celta "ordo-wik-" pode ter um significado relacionado, de alguma forma, com a palavra para "martelo": "ord" em irlandês; "gordd" em galês (com um g- protético) e "horzh" em bretão (com um h- protético).
Os ordovicos eram fazendeiros e criavam ovelhas e construíam fortalezas e fortes nas montanhas. Eles estavam entre as poucas tribos britanas que resistiram à invasão romana, um movimento organizado principalmente pelo líder celta Carataco, que se exilou em suas terras depois da derrota de sua tribo (os catuvelaunos) na Batalha do rio Medway. Carataco tornou-se o senhor da guerra dos ordovicos e de seus vizinhos siluros, além de inimigo público de Roma na década de 50. Depois da Batalha de Caer Caradoc, na qual o governador Públio Ostório Escápula derrotou Carataco, os ordovicos deixaram de ser uma ameaça aos romanos, provavelmente por causa das pesadas baixas sofridas.
Na década de 70, os ordovicos se revoltaram contra a ocupação romana e destruíram um esquadrão de cavalaria, um ato de guerra que provocou uma reação igualmente forte de Agrícola, que, de acordo com Tácito, exterminou a tribo toda. Não há mais menções aos ordovicos nos registros históricos depois disto, mas, tendo em vista o terreno montanhoso que habitavam, é questionável se Agrícola teria sido capaz de eliminar a população inteira.
O nome desta tribo parece ter sido preservado no topônimo Dinorwig ("Forte dos Ordovicos") em Gales do Norte.
O período geológico "Ordoviciano" foi descrito pela primeira vez por Charles Lapworth, em 1879, com base em rochas encontradas nas terras tribais dos ordovicos.